# 2010-es Gent–Wevelgem-kerékpárverseny
A 2010-es Gent–Wevelgem-kerékpárverseny a 72. volt 1934 óta. 2010. március 28-án rendezték meg. A verseny része a 2010-es UCI-világranglistának és a 2010-es UCI ProTournak is. Elsőként a osztrák Bernhard Eisel haladt át a célvonalon, második a belga Sep Vanmarcke, míg harmadik a szintén belga Philippe Gilbert lett.

## Csapatok
Mivel a Gent–Wevelgem egy UCI ProTour verseny, az összes ProTour csapat automatikusan részt vett a versenyen. Szabadkártyát kapott még az Acqua & Sapone, a BMC Racing Team, a Cervélo TestTeam, a Landbouwkrediet, a Skil-Shimano, a Topsport Vlaanderen-Mercator és a Vacansoleil.
ProTour csapatok:
 AG2R La Mondiale ·   Astana ·   Caisse d’Epargne ·   Euskaltel–Euskadi ·   Française des Jeux ·   Garmin–Transitions ·   Lampre–Farnese Vini ·   Liquigas–Doimo ·   Omega Pharma–Lotto ·   Quick Step ·   Rabobank ·   Team HTC–Columbia ·   Katyusa ·   Team RadioShack ·   Team Milram ·   Team Saxo Bank ·   Team Sky · 
Profi kontinentális csapatok:
 Acqua & Sapone ·   BMC Racing Team ·  Cervélo TestTeam ·   Landbouwkrediet ·   Skil-Shimano ·   Topsport Vlaanderen–Mercator ·   Vacansoleil

## Végeredmény
|    | Versenyző               | Csapat                       | Idő                 |
| -- | ----------------------- | ---------------------------- | ------------------- |
| 1  | Bernhard Eisel (AUT)    | Team HTC–Columbia            | 5:16:21             |
| 2  | Sep Vanmarcke (BEL)     | Topsport Vlaanderen–Mercator | a.i.                |
| 3  | Philippe Gilbert (BEL)  | Omega Pharma–Lotto           | a.i.                |
| 4  | George Hincapie (USA)   | BMC Racing Team              | a.i.                |
| 5  | Daniel Oss (ITA)        | Liquigas–Doimo               | a.i.                |
| 6  | Jurgen Roelandts (BEL)  | Omega Pharma–Lotto           | a.i.                |
| 7  | Makszim Iglinskiy (KAZ) | Astana                       | 5:17:12 (+00:00:51) |
| 8  | Matti Breschel (DEN)    | Team Saxo Bank               | 5:17:21 (+00:01:00) |
| 9  | Tyler Farrar (USA)      | Garmin–Transitions           | a.i.                |
| 10 | Luca Paolini (ITA)      | Acqua & Sapone               | a.i.                |

## Fordítás
Ez a szócikk részben vagy egészben  a(z)   2010 Gent–Wevelgem című angol Wikipédia-szócikk ezen változatának fordításán alapul.  Az eredeti cikk szerkesztőit annak laptörténete sorolja fel. Ez a jelzés csupán a megfogalmazás eredetét és a szerzői jogokat jelzi, nem szolgál a cikkben szereplő információk forrásmegjelöléseként.